# NGC 2712
NGC 2712 (другие обозначения — UGC 4708, IRAS08561+4506, MCG 8-17-3, KARA 292, ZWG 238.1, KUG 0856+451, PGC 25248) — спиральная галактика с перемычкой (SBb) в созвездии Рысь.
Этот объект входит в число перечисленных в оригинальной редакции «Нового общего каталога».
Является очень изолированной галактикой. Распределение нейтрального водорода в NGC 2711 не выходит за пределы оптического изображения.